# Deborah Watling

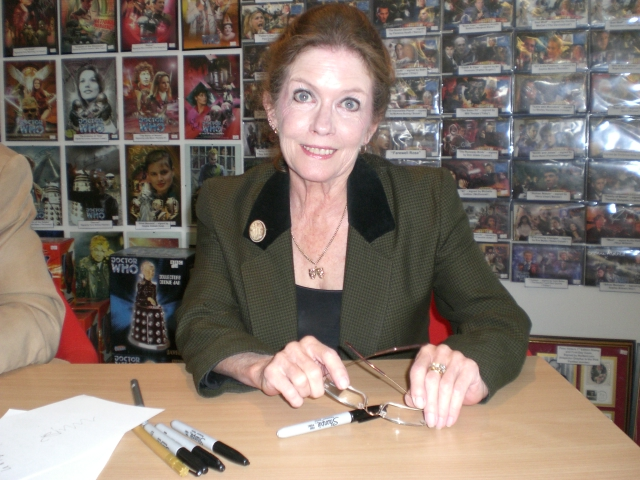
Deborah Watling im Television & Movie Store, Norwich am 20. September 2008

Deborah Watling (* 2. Januar 1948 in Loughton, Essex, Vereinigtes Königreich; † 21. Juli 2017) war eine britische Schauspielerin.

## Leben und Karriere
Deborah Watling war die Tochter der Schauspieler Jack Watling und Patricia Hicks. Ihr Bruder, Giles Watling, und ihre beiden Schwestern Dilys Watling und Nicky Matthews sind ebenfalls als Schauspieler tätig.
Ihren ersten Fernsehauftritt hatte Deborah Watling 1958 in der Fernsehserie Der Unsichtbare. Von 1967 bis 1968 spielte Watling ihre bis heute bekannteste Rolle als Victoria Waterfield in der britischen Fernsehserie Doctor Who. Victoria war eine Begleiterin des zweiten Doktors (Patrick Troughton), der sie mitnahm als ihr Vater von den Daleks getötet wurde.
Nach Doctor Who war sie in vielen weiteren Filmen und Fernsehserien zu sehen. 1973 hatte sie einen Auftritt in Trau keinem über 18 (That’ll Be The Day). 1979 spielte sie in der Fernsehserie Danger UXB. 1995 nahm Watling die Rolle der Victoria Waterfield wieder auf und stellte diese in dem Film Downtime dar. Insgesamt war sie in 30 Film- und Fernsehproduktionen zu sehen.
Am 17. Mai 2010 veröffentlichte Deborah Watling ihre Autobiografie, Daddy's Girl, die als Buch und als Hörbuch erhältlich ist. Das Hörbuch liest Deborah Watling selbst.
Im Juli 2017 starb sie an Lungenkrebs.

## Filmografie (Auswahl)
- 1958–1959: Der Unsichtbare (Fernsehserie, 11 Folgen)
- 1965–1966: The Wednesday Play (Fernsehserie, 2 Folgen)
- 1967–1968: Doctor Who (Fernsehserie, 40 Folgen)
- 1969: The Newcomers (Fernsehserie, 2 Folgen)
- 1972: Doctor in Chargen (Fernsehserie, 2 Folgen)
- 1973: Late Night Theatre (Fernsehserie, 2 Folgen)
- 1973: Trau keinem über 18 (That'll Be the Day)
- 1973: Arthur of the Britons (Fernsehserie, 2 Folgen)
- 1974: Take Me High
- 1977: Reise zum Mittelpunkt der Erde (Viaje al centro de la Tierra)
- 1979: Danger UXB (Fernsehserie, 7 Folgen)
- 1981: The Jim Davidson Show (Fernsehserie, 5 Folgen)
- 1995: Downtime
- 2013: The Five(ish) Doctors Reboot